# Yosumin DS
Yosumin DS (ょすみん。DS) es un videojuego de Puzle desarrollado y distribuido por Square Enix para Nintendo DS. Se trata de una versión mejorada del Yosumin realizado por Square Enix en la red de @nifti. El juego se caracteriza por tener un modo multijugador muy competitivo que puede jugarse con una única tarjeta de juego. Ha sido realizado exclusivamente en Japón, habiendo llegado al mercado japonés el 8 de noviembre de 2007.
Yosumin DS fue mostrada su forma de juego en el Tokyo Game Show de 2007. El juego recibió una puntuación de 30 sobre 40 por la revista de videojuegos japonesa Famitsu.